# Sud Lípez

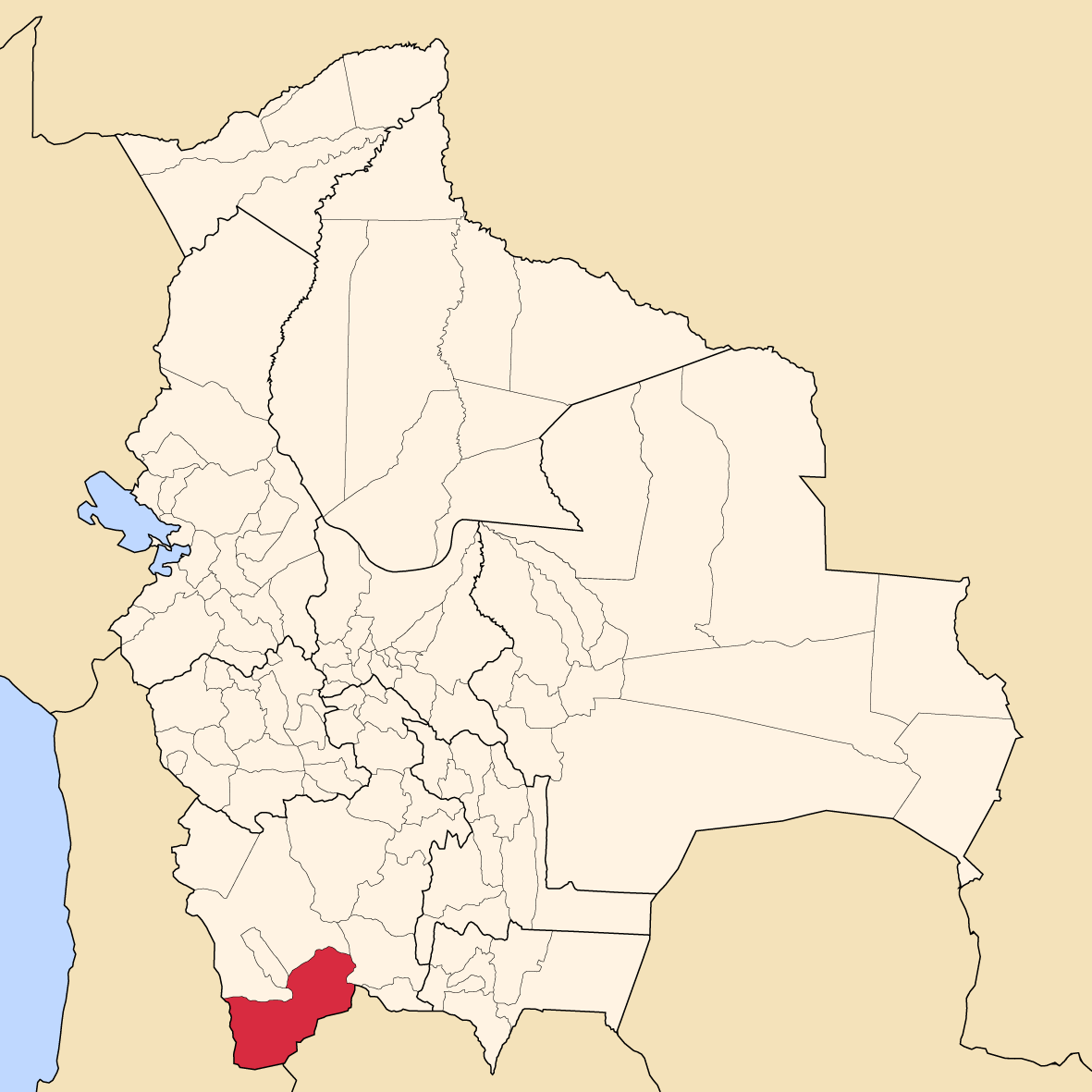
Provinsens läge i Bolivia

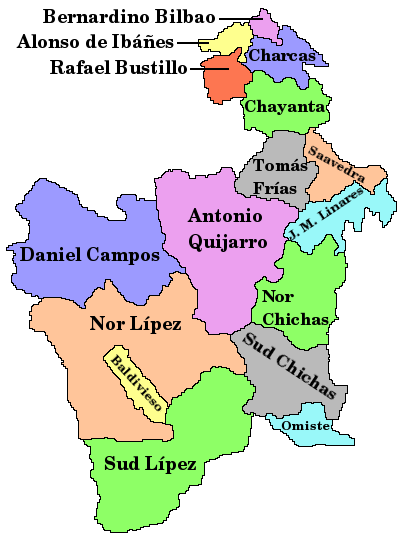
Provinser i Potosí

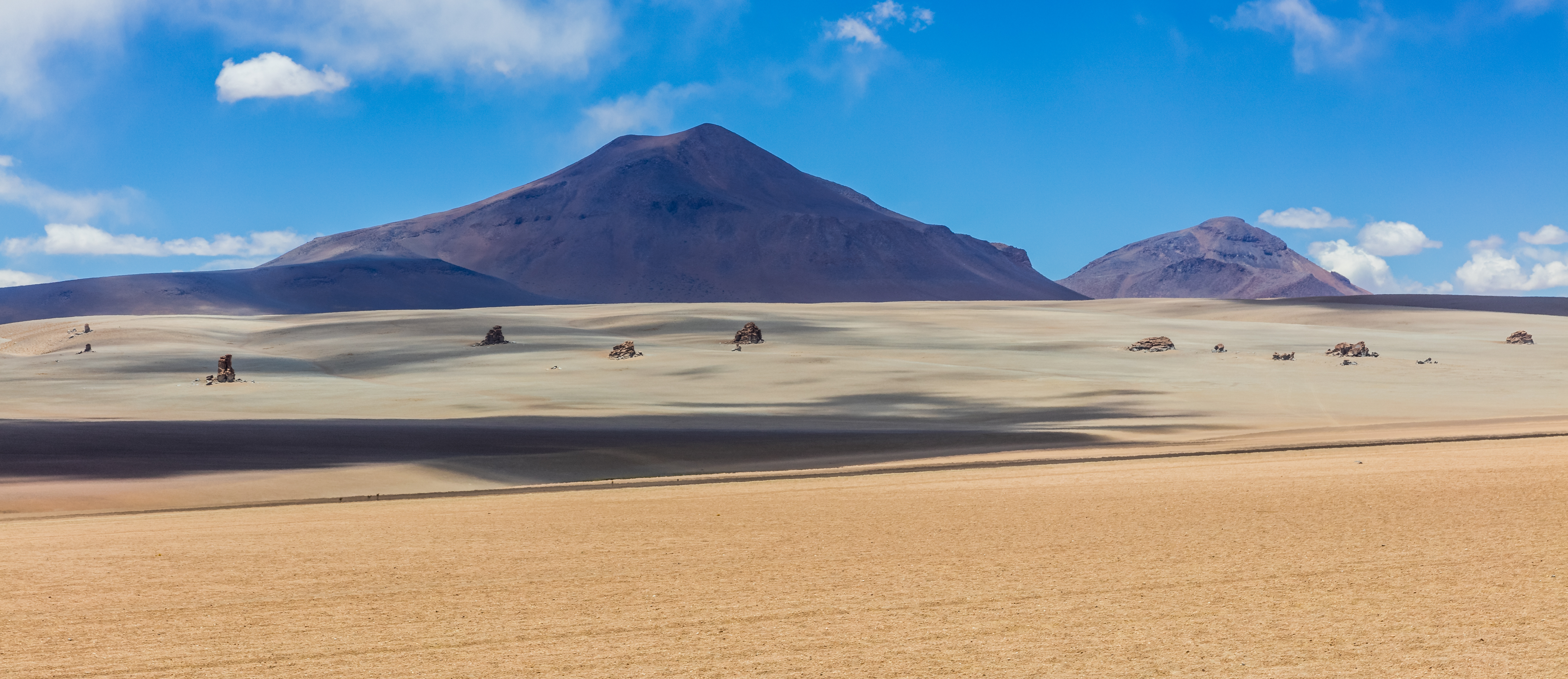
Salvador-Dalí-öknen

Sud Lípez är en provins i departementet Potosí i Bolivia. Den administrativa huvudorten är San Pablo de Lípez.